# Éclipse lunaire du 14 mars 2006
| Éclipse pénombrale de Lune du 14 mars 2006 | Éclipse pénombrale de Lune du 14 mars 2006 |
| ------------------------------------------ | ------------------------------------------ |
|                                            |                                            |
| Gamma                                      | 1,0210                                     |
| Magnitude                                  | 1,0565                                     |
| Localisation                               | Afrique, Europe et Moyen-Orient            |
| Saros (membre de la série)                 | 113 (63 de 71)                             |
| Durée (h:min:s)                            |                                            |
| Phase pénombrale                           | 4 h 47 min 27 s                            |
| Contacts (UTC)                             |                                            |
| P1                                         | 21:23:45                                   |
| Maximum                                    | 23:47:29                                   |
| P4                                         | 02:11:12 (le 15 mars)                      |
|                                            |                                            |

L’éclipse lunaire du 14 mars 2006 est une rare éclipse lunaire pénombrale totale. 

En effet, durant cette éclipse, l'entièreté du disque lunaire fut touché par l'éclipse pénombrale, ce qui est une occurrence rare (pour une éclipse lunaire uniquement pénombrale). 

La précédente éclipse lunaire pénombrale totale fut celle du 31 janvier 1999 (en) ; la suivante sera celle du celle du 29 aout 2053 (en).

## Caractéristiques
- Début : 21:23:45 UTC
- Fin : 02:11:12 UTC (le 15 mars)
- Durée pénombrale : 4 h 47 min 27 s
- Magnitude pénombrale : 1,0565
- Magnitude ombrale : -0,0557

## Visibilité
L'éclipse fut visible en totalité en Afrique, en Europe et au Moyen-Orient. Elle fut visible pendant le lever de la Lune en Asie et à l'Ouest de l'Australie, et pendant le coucher de la Lune aux Amériques.